# Midquel
Een midquel (soms ook interquel genoemd) is een werk waarvan het verhaal zich chronologisch afspeelt tijdens het verhaal uit een eerder verschenen werk, of in een tijdsperiode tussen twee eerdere werken die op elkaar aansluiten.
Als bijvoorbeeld in een verhaal plotseling een periode van vijf jaar wordt overgeslagen, en een later verhaal speelt zich af tijdens deze vijf jaar, dan is het later verhaal een midquel. Een voorbeeld hiervan is de film Bambi II, die zich afspeelt tijdens het verhaal van de eerste film tussen het moment dat Bambi zijn moeder verliest en het moment dat hij de volwassenheid bereikt. Een voorbeeld uit een boek is De Kronieken van Narnia: Het paard en de jongen, dat zich afspeelt tijdens de regeerperiode van de Pervensie-kinderen in de laatste hoofdstukken van De Kronieken van Narnia: Het betoverde land achter de kleerkast.
Een ander voorbeeld van een midquel is als een film tweemaal een vervolg krijgt, waarvan het eerste zich vijf jaar na de originele film afspeelt en het tweede slechts twee jaar, dus chronologisch tussen de originele film en het eerste vervolg plaatsvindt. Een voorbeeld hiervan is Star Wars: The Clone Wars, dat uitkwam na Star Wars: Episode III: Revenge of the Sith maar zich chronologisch gezien afspeelt tussen die film en Star Wars: Episode II: Attack of the Clones.